# Moheganowie
Moheganowie (nazwa własna Mo-he'-gan, co znaczy „wilk”) – plemię Indian Ameryki Północnej zaliczane do ludów algonkiańskich, zamieszkujące pierwotnie dolinę rzeki Thames w stanie Connecticut. Nie należy ich utożsamiać z Mohikanami lub Mahikanami, którzy mieszkali dalej na zachód, nad północnym dorzeczem rzeki Hudson, aczkolwiek plemiona te mogły być spokrewnione.
Prawdopodobnie wywodzili się z okolic dzisiejszej miejscowości Mohegan w stanie Connecticut. W tym samym stanie istnieje miejscowość nazwana na pamiątkę ich wodza Unkasa – Uncasville.

## Znani Moheganowie
- Fidelia Fielding (1827–1908), ostatnia osoba mówiąca płynnie w języku  Mohegan-Pequot
- Samson Occom (1723–1792), minister prezbiteriański, który pomógł przenieść plemię do Brothertown w Wisconsin
- Gladys Tantaquidgeon (1899–2005), działaczka społeczna i antropolog
- Mahomet Weyonomon, sachem (czyli wódz), który w 1735 udał się do Anglii do króla Jerzego II z petycją zawierającą prośbę o lepsze traktowanie jego ludu.